# Хващай пътя: Индия
„Хващай пътя: Индия“ (на английски: Hit the Road: India) е арменско-индийски документален филм от 2013 г. на режисьорите Гор Багдасарян и Мушег Багдасарян.
Двамата приятели Ричард Газарян и Кийт Кинг решават да се включат в 12-дневно приключение с рикши из Индия. Стартова точка е в Мумбай, а финалът е в Ченай.
Според „Lonely Planet“ това е едно от десетте най-запомнящи се приключения в света за 2012 г.
Премиерата на филма е на 12 юли 2013 г. в Армения. В България е прожектиран за първи път на 14 януари 2017 г. в Културен център G8 по време на Фестивала за близкоизточно и северноафриканско кино MENAR.